# Besetzungen des Teatro alla Scala ab 2014

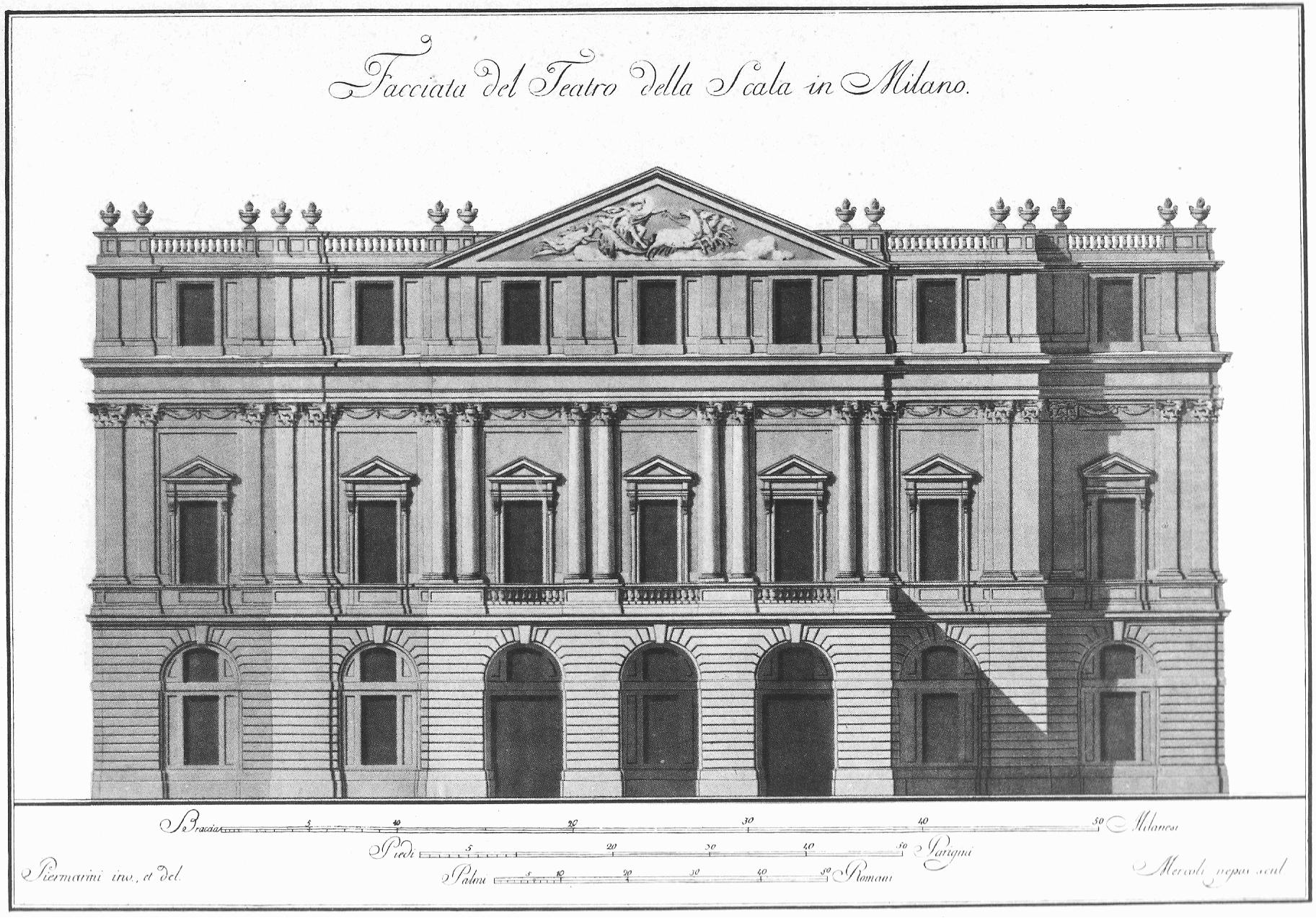
Frontalansicht des Teatro alla Scala, Stich aus dem Jahr 1789

Die Besetzungen des Teatro alla Scala ab 2014 listen alle Mitwirkenden der Opernproduktionen des Teatro alla Scala in Mailand auf, die seit Beginn der Intendanz von Alexander Pereira stattgefunden haben bzw. offiziell angekündigt wurden.

## Hintergrund
Noch vor dem Antritt Alexander Pereiras kam es zu einem heftigen Konflikt um seine Bestellung, da er eine Reihe von Inszenierungen seiner Intendanz bei den Salzburger Festspielen für die Mailänder Scala angekauft hatte. Pereira begründete seinen Schritt damit, die Übernahme der Inszenierungen sei aus qualitativen Gründen geboten und für die Erfüllung des Auftrags, während der EXPO täglich zu spielen, unerlässlich. Es war von einem Interessenkonflikt die Rede und der Vertrag wurde auf eine Spielzeit verkürzt.
Doch nach einer triumphalen Aida-Neuinszenierung von Peter Stein wurde Pereiras Vertrag bis 2020 verlängert. Seit Januar 2015 ist Riccardo Chailly Musikdirektor der Scala.

## Spielzeit 2015/2016
| Die Zauberflöte, Libretto von Emanuel Schikaneder, Musik von Wolfgang Amadeus Mozart, 2. bis 26. September 2016 (zehn Vorstellungen) Produktion der Accademia del Teatro alla Scala                     | | | |
| Ádám Fischer Johannes Stecher Choreinstudierung | Peter Stein Ferdinand Wögerbauer Annamaria Heinreich Joachim Barth                                                                   | Fatma Said Pamina Yasmin Özkan Königin der Nacht Elissa Huber Erste Dame Kristin Sveinsdottír Zweite Dame Mareike Jankowski Dritte Dame Theresa Zisser Papagena                             | Till von Orlowsky Papageno Martin Piskorski Tamino Martin Summer Sarastro Sascha Emanuel Kramer Monostato Philipp Jekal, Thomas Huber Priester Francesco Castoro, Victor Sporyshev Geharnischte Marcel Herrnsdorf, Tenzin Chonev Kolsch, Thomas Prenn Drei Sklaven Moritz Plieger, Clemens Schmidt, Raphael Eysmair (alle Wiltener Sängerknaben) Drei Knaben |
| The Turn of the Screw, Libretto von Myfanwy Piper, Musik von Benjamin Britten, 14. September bis 17. Oktober 2016 (sieben Vorstellungen)                                                                | | | |
| Christoph Eschenbach | Kasper Holten Steffen Aarfing Ellen Ruge Gary Kahn Dramaturgie                                                                       | Miah Persson The Governess Jennifer Johnston Mrs. Grose Allison Cook Miss Jessel Louise Moseley Flora                                                                                       | Ian Bostridge The Prologue, Peter Quint Sebastian Exall, Lucas Pinto Miles |
| L’incoronazione di Poppea, Libretto von Giovanni Francesco Busenello, Musik von Claudio Monteverdi, 22. September bis 1. Oktober 2016 (fünf Vorstellungen) Koproduktion mit der Opéra National de Paris | | | |
| Rinaldo Alessandrini Concerto Italiano Basso continuo | Robert Wilson Jacques Reynaud Robert Wilson, A. J. Weissbard Tilman Hecker Regie-Mitarbeit Fani Sarantani Choreographische Mitarbeit | Carmela Remigio Poppea \| La Fortuna Monica Bacelli La Virtù \| Ottavia Silvia Frigato Amore Sara Mingardo Ottone Adriana Di Paola Arnalta Mária Celeng Drusilla Monica Piccinini Damigella | Leonardo Cortellazzi Nerone Luca Dordolo Lucano, 1° soldato, 2° famigliare, 2° console Furio Zanasi 2° soldato, Liberto, 1° tribuno Giuseppe De Vittorio Nutrice Andrea Concetti Seneca Mirko Guadagnini Valletto, 1° Console Luigi De Donato Mercurio, Littore, 3° famigliare, 2° tribuno Andrea Arrivabene 1° famigliare                                   |

## Spielzeit 2016/2017
| Madama Butterfly, Libretto von Giuseppe Giacosa und Luigi Illica, Musik von Giacomo Puccini, 7. Dezember 2016 (neun Vorstellungen) Feierliche Premiere zur Eröffnung der Spielzeit in Anwesenheit des Staatspräsidenten Italiens                | | | |
| Riccardo Chailly | Alvis Hermanis , Leila Fteita Kristine Jurjane Gleb Filshtinsky Ineta Sipunova Video Alla Sigalova Choreographie Olivier Lexa Dramaturgie | Maria José Siri Cio-Cio-San Annalisa Stroppa Suzuki Nicole Brandolino Kate Pinkerton                                  | Bryan Hymel F. B. Pinkerton Carlos Álvarez Sharpless Carlo Bosi Goro Constantino Finucci Yamadori Abramo Rosalen Lo zio bonzo Leonardo Galeazzi Yakusidé Gabriele Sagona Commissario imperiale Romano Dal Zovo L’Ufficiale del registro |
| Don Carlos, Libretto nach Schillers dramatischem Gedicht von Joseph Méry und Camille du Locle, Musik von Giuseppe Verdi, 17. Januar bis 12. Februar 2017 (acht Vorstellungen) Produktion der Salzburger Festspiele 2013                         | | | |
| Myung-Whun Chung | Peter Stein Ferdinand Wögerbauer Annamaria Heinreich Joachim Barth Lia Tsolaki Choreographie                                              | Krassimira Stoyanova Elisabetta di Valois Ekaterina Semenchuk Principessa Eboli                                       | Ferruccio Furlanetto Filippo II. Francesco Meli Don Carlo Simone Piazzola Marchese di Posa Orlin Anastassov Il Grande Inquisitore Martin Summer Un frate |
| Falstaff, Libretto nach Shakespeares Komödie Die lustigen Weiber von Windsor von Arrigo Boito, Musik von Giuseppe Verdi, 2. bis 21. Februar 2017 (acht Vorstellungen) Produktion der Salzburger Festspiele 2013                                 | | | |
| Zubin Mehta | Damiano Michieletto Paolo Fantin Carla Teti Alessandro Carletti rocafilm Videodesign Christian Arseni Dramaturgie                         | Carmen Giannattasio Mrs. Alice Ford Giulia Semenzato Nannetta Yvonne Naef Mrs. Quickly Annalisa Stroppa Mrs. Meg Page | Ambrogio Maestri Sir John Falstaff Massimo Cavalletti Ford Francesco Demuro Fenton Carlo Bosi Dott. Cajus Francesco Castoro Bardolfo Giovanni Romeo Pistola |
| La traviata, Libretto nach Dumas’ Roman Die Kameliendame von Francesco Maria Piave, Musik von Giuseppe Verdi, 28. Februar bis 14. März 2017 (sechs Aufführungen)                                                                                | | | |
| Nello Santi | Liliana Cavani Dante Ferretti Gabriella Pescucci Marco Filibeck                                                                           | Ailyn Pérez Violetta Valéry (bis 5. März) Anna Netrebko Violetta Valéry (9. bis 14. März) Chiara Isotton Flora        | Francesco Meli Alfredo Germont Leo Nucci Giorgio Germont Costantino Finucci Barone Douphol Abramo Rosalen Marchese d’Obigny Alessandro Spina Dottore Grenvil |
| Die Meistersinger von Nürnberg, Text und Musik von Richard Wagner, 16. März bis 7. April 2017 (sieben Aufführungen) Produktion der Oper Zürich                                                                                                  | | | |
| Daniele Gatti | Harry Kupfer Hans Schavernoch Yan Tax Jürgen Hoffmann Derek Gimpel Choreographie                                                          | Jacquelyn Wagner Eva Wiebke Lehmkuhl Magdalene                                                                        | Michael Volle Hans Sachs Michael Kupfer-Radecky Hans Sachs (am 5. April) Michael Schade Walther von Stolzing Albert Dohmen Veit Pogner Markus Werba Sixtus Beckmesser Peter Sonn David Iurie Ciobanu Kunz Vogelsang Davide Fersini Konrad Nachtigall Detlef Roth Fritz Kothner Markus Petsch Balthasar Zorn Neal Cooper Ulrich Eißlinger Stefan Heibach Augustin Moser James Platt Hermann Ortel Dennis Wilgenhof Hans Schwarz Miklos Sebestyen Hans Foltz Wilhelm Schwinghammer Ein Nachtwächter |
| Anna Bolena, Libretto von Felice Romani nach zwei Dramen von Marie-Joseph de Chénier und Alessandro Ercole Graf Pepoli, Musik von Gaetano Donizetti, 31. März bis 23. April 2017 (sieben Aufführungen) Produktion des Grand Théâtre de Bordeaux | | | |
| Bruno Campanella | Marie-Louise Bischofberger Erich Wonder Kaspar Glarner Bertrand Couderc                                                                   | Federica Lombardi Anna Bolena Sonia Ganassi Jane Seymour Martina Belli Smeton                                         | Piero Pretti Lord Percy Carlo Colombara Enrico |